# Cyrtanthus guthrieae
Cyrtanthus guthrieae là một loài thực vật có hoa trong họ Amaryllidaceae. Loài này được L.Bolus mô tả khoa học đầu tiên năm 1921.